# Židovi Žepča
Židovi su nekadašnja etnička i vjerska skupina koja je djelovala u Žepču, u Bosni i Hercegovini. Sjedište Židovske općine se nalazilo u Žepču. 

## Povijest
Židovi su se u Žepče doselili iz Sarajeva i Travnika. Živjeli su skromno, te je svaki sam zarađivao ono što mu je za život trebalo. Nije bilo među njima siromašnih i socijalno ugroženih. Većinom su bili zanatlije, po koji mali trgovac, ali među njima velikih trgovaca nije bilo. Obrtnici su bili: limari, jorgandžije, kalupdžije, kočijaši. Židovi su viđani u bošnjačkim, srpskim i hrvatskim društvima i čitaonicama, jer svojih nisu imali. Do 1941. godine imali su svoje groblje i sinagogu. Groblje su osnovali 1890. godine, a sinagogu sagradili 1903. godine.
Prvog kolovoza 1941. godine pokupljeni su svi Židovi koji su živjeli u srezu žepačkom, gdje je živjelo oko 250 Židova; u Zavidovićima oko 170, u Begovom Hanu 20, a 60 u Žepču. Ostalo je svega dva Židova jer su živjeli u mješovitom braku. Iz logora se vratilo pet, iz izbjeglištva šest. Žepački Židovi stradali su u logorima Jasenovcu i Staroj Gradišci.

## Vanjske poveznice
- El Mundo Sefard